# Shepherd Neame
Shepherd Neame är ett engelskt bryggeri, grundat 1698 av Richard Marsh i Faversham, Kent. Det är ett av Storbritanniens äldsta bryggerier och ägs sedan 1864 av familjen Neame. 2013 hade bryggeriet en årlig produktion på ca 163 000 hektoliter. Bryggeriet har även licens för att brygga Asahi, Samuel Adams och Kingfisher. Utöver öltillverkningen äger bryggeriet också 350 pubar och är aktivt delaktiga i arbetet med att bevara gamla brittiska humlesorter på Queens Court Farm.
Bryggeriet använder lokal humle i form av pellets, som exempelvis East Kent Goldings, till de flesta av sina ölsorter. Jästen som används tillverkas också direkt på bryggeriet. En av ölsorterna är Spitfire Premium Kentish Ale.